# Jean-Jacques Olivier
Pour les articles homonymes, voir Olivier (homonymie).
Jean-Jacques Olivier (né Jean-Olivier Francillon à Puteaux le 31 mars 1877 et mort à Paris 11e le 20 mars 1954) est un écrivain français.
Il est l'auteur de nombreux articles et monographies sur le théâtre au XVIIIe siècle. Il a par ailleurs composé quelques poèmes à la fin de sa vie.